# Anomala inepta
Anomala inepta är en skalbaggsart som beskrevs av Ohaus 1916. Anomala inepta ingår i släktet Anomala och familjen Rutelidae. Inga underarter finns listade i Catalogue of Life.